# چاووش ۲
چاووش ۲ یا شب نورد، آزادی نام دومین آلبوم از مجموعه چاووش است با آواز محمدرضا شجریان و شهرام ناظری، اجرای گروه شیدا و آهنگ سازی و سرپرستی محمدرضا لطفی که توسط کانون فرهنگی و هنری چاووش منتشر شده‌است. در این مجموعه که گویندگی آن را مهدی فتحی بر عهده داشته، از اشعار محمد فرخی یزدی و اصلان اصلانیان استفاده شده است. قطعات «شب نورد» (باصدای شجریان) و «آزادی» (باصدای ناظری) در این آلبوم به شهرت در سراسر ایران رسیدند. 
محتوایات این اثر متاثر از شرایط ایران در اوایل انقلاب می‌باشد. محمدرضا لطفی در بولتن آوای شیدا می‌نویسد این سرودها در زیر زمین خانه مسکونی او تولید می‌شد و در همان‌جا نوار کاست آن تکثیر می‌شد. این اثر پس از اولین انتشار دیگر بازنشر نشد.

## توضیح اثر

### هنرمندان
- گوینده: مهدی فتحی
- ضبط: ایرج حقیقی
- طرح: محمد برادران
- خوشنویسی جلد: محمدرضا شجریان
- آواز: محمدرضا شجریان و شهرام ناظری
- اجرای گروه شیدا با آهنگ سازی و سرپرستی محمدرضا لطفی:

- - زیدالله طلوعی
  - علی اکبر شکارچی
  - حسین علیزاده
  - هادی منتظری
  - پشنگ کامکار
  - محمد فیروزی
  - اسماعیل صدفی آسا
  - محمدعلی درخشانی
  - بیژن کامکار
  - جمشید عندلیبی
  - پرویز مشکاتیان

### قطعات اثر
مجموعهٔ «چاووش ۲» به عنوان یکی از مجموعه‌هایی که محمدرضا شجریان و شهرام ناظری در کنار هم در خواندن آواز نقش داشته‌اند، شامل دو قطعه‌است:
۱. شب‌نورد
- این بخش در آواز دشتی اجرا شده است:
- شعر: اصلان اصلانیان
- آواز: محمدرضا شجریان
- آهنگ ساز: محمدرضا لطفی
- تک نواز: محمدرضا لطفی
- ترتیب آهنگ‌ها در این قطعه: ابتدا دکلمه شب است و چهره میهن سیاهه توسط مهدی فتحی، پس از آن سرود شب است و جهره میهن سیاهه، سپس ساز و آواز برادر، دشمنم خون‌خواره امشب (که نام شب نورد از همین آواز گرفته شده است: به عهد شب نوردی‌ها وفا کن)، و در آخر تکرار سرود آغازین

۲. آزادی
- این بخش در دستگاه ماهور اجرا شد:
- شعر: محمد فرخی یزدی
- آواز: شهرام ناظری
- آهنگ ساز: محمدرضا لطفی
- تک نوازان: علی اکبر شکارچی و محمدرضا لطفی
- ترتیب آهنگ‌ها در این قطعه: ابتدا دکلمه آن زمان که بنهادم سر به پای آزادی توسط مهدی فتحی، پس از آن سرود آزادی (آن زمان که بنهادم) (که نام آزادی از همین سرود گرفته شده است)، تک نوازی تار استاد محمدرضا لطفی، گروه نوازی، ساز و آواز به زندان قفس، گروه نوازی و آواز ز بیداد فزون (ادامه به زندان قفس)، ساز و آواز دلم از خرابی‌ها (ادامه به زندان قفس)، و در آخر اجرای مجدد سرود آزادی به صورت هم‌خوانی کل گروه

محمدرضا لطفی در چاووش ۲ سرود آزادی (آن زمان که بنهادم) را بر اساس شعری از محمد فرخی یزدی ساخت و ساز و آواز محمدرضا لطفی و شهرام ناظری در دستگاه ماهور برای ناظری که در آن زمان بسیار جوان بود یکی از بهترین آغازهای ممکن بود. وی در همان کار نشان داد از قابلیت‌های بسیاری در آوازخوانی برخوردار است. البته قطعه آزادی در چاووش ۲ را نمی‌توان از دیدگاه فرمال برنامه یی در قالب‌های کاملاً سنتی به حساب آورد اما هماهنگی میان شعر و موسیقی در جایگاه خود بسیار ارزنده بود.

## بازخوانی
تصنیف شب نورد توسط گروه پالت در آلبومشان به نام آقای بنفش بازخوانی شده‌است. در اواسط این آهنگ، آهنگ خونه مادربزرگه خوانده می‌شود. این عمل با انتقاداتی همراه بوده‌است.